# Aurlus Mabélé
Aurélien Miatsonama, mer känd som Aurlus Mabélé, född 26 oktober 1953, död 19 mars 2020, var en Brazzaville-kongolesisk sångare och kompositör från Brazzaville. Han kallades ofta för "kungen av soukous".1974 skapade han bandet "Les Ndimbola Lokole" med Jean Baron, Pedro Wapechkado och Mav Cacharel. Mabélé var bosatt i Frankrike sedan 80-talet.
Under coronavirusutbrottet 2019–2021 i Frankrike insjuknade han i COVID-19. Den 19 mars 2020 avled han i Paris av infektionen.